# Atiye
Atiye Deniz Yilmaz (Bremen, 22 november 1988), beter bekend onder haar artiestennaam Atiye, is een Turkse popzangeres en songwriter.

## Biografie
Atiye werd op 22 november 1988 in Bremen (Duitsland) geboren. Haar moeder is een Nederlandse, terwijl haar vader een Turkse Arabier uit Antiochië is. Ze begon op jonge leeftijd met piano- en danslessen. Op 8-jarige leeftijd verhuisde Atiye van Duitsland naar de Verenigde Staten van Amerika, waar ze zes maanden heeft gewoond. Daarna vestigde haar familie zich in Izmir.

## Carrière
In 2007 bracht ze haar debuutalbum Gözyaşlarım uit in Turkije. In 2007 ontving ze de Newcomer of the Year-prijs van de Turkse programmazender Kral TV. In 2009 kwam haar tweede album Atiye uit en in 2011 bracht ze het derde album Budur uit.
In juli 2012 verscheen ze in de Duitse televisieserie Gute Zeiten, schlechte Zeiten. Daar zong ze op de bruiloft van Ayla (Sıla Şahin) & Philip (Jörn Schlönvoigt).

## Discografie

### Albums
- Gözyaşlarım 2007 Sony Music
- Atiye 2009 Sony Music
- Budur 2011 Pasaj
- Soygun Var 2013 Pasaj

### Singles
- "Yetmez" (2014)
- "Sor" (2015)
- "Come to Me" (2015)
- "Abrakadabra" (2015)
- "İnşallah Canım Ya" (2016)
- "Cimali Vali" (from the Bana Git De movie soundtrack) (2016)
- "Zamansız Aşklar" (2017)
- "Radiant Night" (2017)
- "We Got That La" (2017)
- "Hisset" (2018)
- "Tom Tom" (2019)

## Filmografie
- Gute Zeiten, schlechte Zeiten (2012)
- Bu İşte Bir Yalnızlık Var (2013)
- Bana Git De (2016)

- Gemeinsame Normdatei: 141606037
- International Standard Name Identifier: 0000 0000 8071 5014
- Library of Congress Control Number: n2012055513
- MusicBrainz: 4be6418e-3f81-4fca-9c44-3ccbe76b8be1
- Virtual International Authority File: 122305540